# スイートルームナンバー1
『スイートルームナンバー1』（すいーとるーむなんばーワン）は、美勇伝の1stアルバム。2005年10月26日発売。

## 収録曲
1. チェックイン
編曲：江上浩太郎
2. カッチョイイゼ！JAPAN
作詞・作曲：つんく 編曲：鈴木Daichi秀行
2ndシングル
3. 愛〜スイートルーム〜
作詞・作曲：つんく 編曲：平田祥一郎
4. 紫陽花アイ愛物語
作詞：角田崇徳、斉藤未悠 作曲・編曲：角田崇徳
3rdシングル
5. 恋のヌケガラ
作詞：湯川れい子 作曲：はたけ 編曲：鈴木Daichi秀行
デビューシングル
6. Tea Break
作詞・作曲：つんく 編曲：鈴木Daichi秀行
7. ひとりじめ
作詞：三浦徳子 作曲：つんく 編曲：平田祥一郎
4thシングル
8. クラクラ ディナータイム
作詞・作曲：つんく 編曲：AKIRA
9. クレナイの季節
作詞・作曲：つんく 編曲：安部潤、平田祥一郎
5thシングル
10. 唇から愛をちょうだい
作詞・作曲：つんく 編曲：田中直
11. パジャマな時間
作詞・作曲：つんく 編曲：高橋諭一
12. まごころの道
作詞・作曲：つんく 編曲：鈴木俊介
13. チェックアウト
編曲：江上浩太郎